# Hey, Leonardo (She Likes Me for Me)
«Hey Leonardo (She Likes Me for Me)» es un sencillo de la banda de rock Blessid Union of Souls, de su tercer álbum Walking Off the Buzz. En ella se hace referencia a varias personalidades de la cultura popular como Tyson Beckford, Robert Redford, Leonardo DiCaprio, Steve Buscemi y la película Fargo, Pavarotti, Cindy Crawford, Dirty Harry, Jim Carrey y la película The Cable Guy.